# الخطوط الجوية السعودية الرحلة 763
في 12 نوفمبر 1996، اصطدمت طائرة من طراز بوينج 747 لرحلة الخطوط الجوية السعودية رقم 763 والمتجهة من دلهي إلى الظهران في المملكة العربية السعودية، بطائرة من طراز إليوشن إي أل-76 لرحلة الخطوط الجوية الكازاخستانية رقم 1907 في طريقها من شيمكنت في كازاخستان إلى دلهي. وقع الاصطدام فوق قرية شارخي دادري [الإنجليزية] على بعد حوالي 100 كم غرب دلهي. أدى الحادث إلى مقتل جميع الركاب البالغ عددهم 349 شخصًا الذين كانوا على متن كلتا الطائرتين، مما جعله أخطر حادث تصادم جوي في العالم وحادث الطيران الأكثر دموية على الإطلاق في الهند. نتج الحادث عن فشل الطاقم الكازاخستاني في الحفاظ على الارتفاع الصحيح، بسبب الحوار المشوش مع برج المراقبة الجوية الذي تم الاتصال به عبر مشغل الراديو. بالإضافة إلى ذلك، يشترك المغادرون والقادمون في ممر واحد داخل المجال الجوي المدني حول نيودلهي.

## التاريخ والأسباب
أقلعت طائرة الخطوط السعودية رحلة 763 من مطار نيودلهي عند الساعة 6:32 مساء بالتوقيت المحلي متوجهة لمطار الظهران الدولي، وفي نفس الوقت كانت طائرة الشحن التابعة لخطوط كازاخستان الجوية تستعد للهبوط في مطار نيودلهي أُعطي الإذن بالهبوط لمستوى 15000 قدم (4600 م) على بعد 119 كيلو متر من المطار، في هذه اللحظة كان قائد الطائرة السعودية خالد الشبيلي تلقّى الإذن من برج المراقبة بالارتفاع لمستوى 14000 قدم على نفس المسار الجوي للطائرة الكازاخستانية ولكن من الاتجاه المعاكس. بعد ثمان دقائق أبلغ قائد الطائرة الكازاخستانية جيندي شيربانوف برج المراقبة بوصوله إلى ارتفاع 15000 قدم، عندها أبلغ برج المراقبة جيندي بالانتباه للطائرة السعودية القادمة من الأمام على بعد 14 ميل والإبلاغ بمجرد مشاهدتها.
لم يتلقَّ برج المراقبة أي إجابة حين نادى الطائرة الكازاخستانية (الرحلة 9ي 1907) مرة أخرى للتحذير من وجود الطائرة السعودية في نفس المسار الجوي وعلى مسافة قريبة. كانت الطائرتان قد اصطدمتا في الجو. اصطدم الجناح الأيمن للطائرة الكازاخستانية بمؤخرة وذيل طائرة الخطوط السعودية (الرحلة 763) مما تسبّب في انشطار وتفكك الطائرة مباشرة، بينما بقي جسم طائرة الخطوط الكازاخستانية (9 ي 1907) كما هو لحين اصطدامها في الأرض. جميع من على كلا الطائرتين قتلوا مباشرة.
في نفس الوقت كان الطيار تيموثي بلاك من القوات الجوية الأمريكية في نفس الأجواء تلك اللحظة. وكان هو الشاهد الوحيد على الحادث.

## الركاب والطاقم

### طائرة الخطوط الجوية السعودية
قائد الطائرة الكابتن خالد الشبيلي البالغ من العمر 45 عام الطيار المساعدة نذير خان والمهندس الجوي أحمد إدريس راكبان فقط من السعودية أما بقية الركاب على متن الطائرة السعودية فهم من المسافرين هنود العائدون إلى مقر عملهم في الشرق الأوسط أو الطامحون للعمل في المملكة العربية السعودية، في مقال لنيويورك تايمز ذكرت أن 215 من الهنود المسافرون على متن رحلة طيران الخطوط الجوية السعودية. كانوا من العاملين هناك.
وفقا لمقال في 13 نوفمبر 1996 نيويورك تايمز، شملت قائمة الركاب 17 شخصا من جنسيات أخرى، بما في ذلك تسعة من نيبال، ثلاثة من باكستان، وإثنين من الولايات المتحدة الأمريكية، وواحد من بنغلاديش، وواحد من بريطانيا، وراكب سعودي.
وفي مقال 14 نوفمبر من نيويورك تايمز ذكرت أن من المسافرين على الرحلة هم 40 من النيبال و 3 أمريكيين  و 12 من أفراد الطاقم، بالإضافة إلى 5 رجال من أفراد أمن الطائرات السعوديين.

### طائرة الطيران الكازاخستاني
وقالت الشركة الكازاخستانية التي استأجرت الطائرة، أن معظم الركاب على الطائرة هم من العرقية الروسية وهم مواطنين خططوا للذهاب للتسوق في الهند. ثلاثة عشر راكبا من تجار الكازاخستان على متن الرحلة.

## نتائج التحقيق

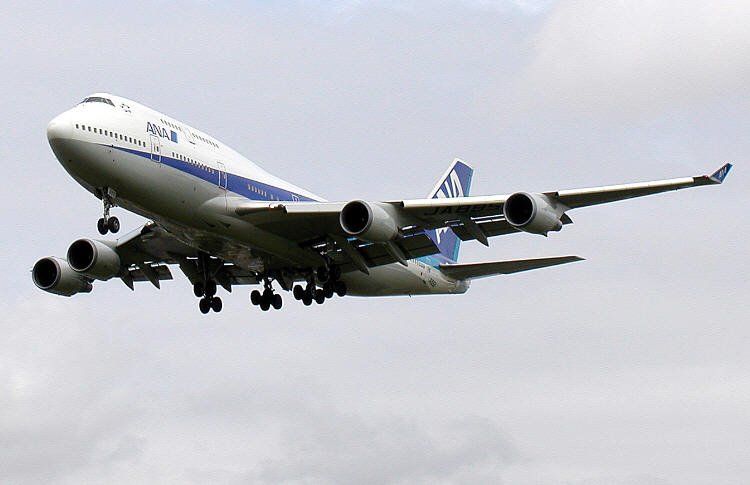
طائرة بوينغ 747

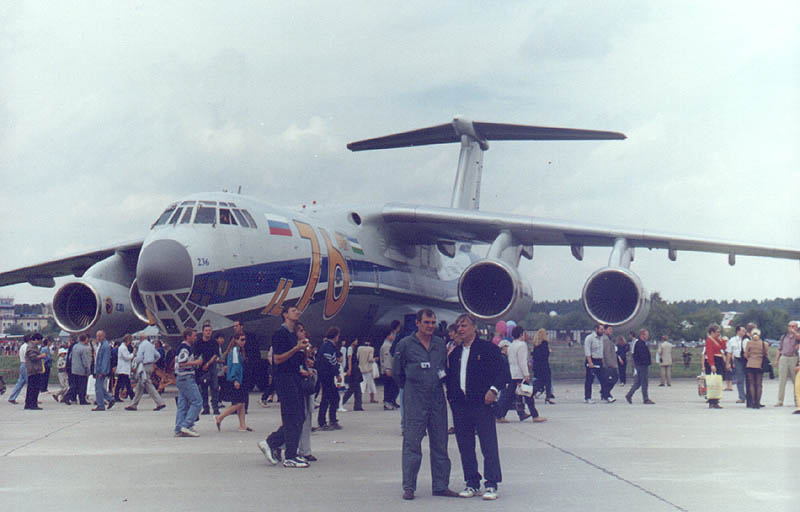
طائرة إليوشن إل-76 إم إف.

حققت لجنة متخصصة ترأسها آنذاك قاضي محكمة دلهي العليا راميش شاندرا في أسباب تحطم الطائرة. تم تحليل بيانات الطائرتين من برج المراقبة. وفك شفرة مسجل بيانات الرحلة الخطوط الجوية الكازاخستانية والسعودية تحت إشراف محققين في حادث تحطم الطائرة في موسكو وفارنبورو، في إنجلترا، على التوالي.
تبين للجنة أن الحادث كان خطأ من جانب قائد الطائرة الكازاخستانية، الذين (وفقا للأدلة) قد هبطت من الارتفاع المحدد 15000 قدم إلى 14500 قدم وبعد ذلك 14000 قدم، وحتى أقل من ذلك. وأرجع التقرير سبب هذا الخرق الخطير في إجراءات التشغيل لعدم وجود مهارات اللغة الإنجليزية بالنسبة لعامل لاسلكي الطائرة الكازاخستانية، وكان قائد الطائرة يعتمد كليا على عامل اللاسلكي للاتصال مع برج المراقبة.، ذكر مسؤولون أن الطائرة الكازاخستانية قد انحدرت حين كان الطيارون يقاومون جيب من الاضطرابات الهوائية داخل سحابة ركامية. أيضا، وقبل بضع ثوان من الاصطدام، ارتفعت الطائرة الكازاخستانية ارتفاعا طفيفا مما أدى لإصطدام الطائرتين. واستنتج المحققون أنه إذا لم تكن قد ارتفعت بشكل طفيف، فمن المحتمل جدا أن تكون مرّت أسفل الطائرة السعودية. بعث المستشار القانوني للمراقبة الجوية بإفادة تنفي وجود الاضطراب الهوائي، نقلا عن تقارير للأرصاد الجوية، ولكن أقر أن التصادم وقع داخل سحابة. وهذا كان مدعما بالأدلة في إفادة خطية من النقيب تيموثي بلاك، الذي كان قائدا لطائرة القوات الجوية الأمريكية لوكهيد سي-141 ستارليفتر والذي كان في الأجواء في وقت الحادث. والسبب الأساسي هو فشل الطيار الكازاخي على اتباع تعليمات برج المراقبة، سواء كان ذلك بسبب سحابة الاضطراب أو بسبب مشاكل التواصل.
مطار انديرا غاندي الدولي لم يكن لديهم أنظمة ثانوية المراقبة بالرادار، التي تنتج قراءات دقيقة لارتفاعات الطائرات وإضافة إلى ذلك كانت أنظمة الرادار الرئيسية في المطار قد عفا عليها الزمن، والتي أنتجت قراءات تقريبية. بالإضافة إلى ذلك، تخصيص ممر جوي واحد في أجواء نيودلهي للطائرات المدنية سواء المغادرين أو القادمين. لأن الكثير من الممرات الجوية كانت مخصصة لاستخدام سلاح الجو الهندي  ونظراً لتحطم الطائرة أوصى التقرير بإجراء تغييرات على الحركة الجوية وإجراءات البنية التحتية في أجواء نيو دلهي من خلال إنشاء 'ممرات جوية'، تركيب أنظمة ثانوية المراقبة بالرادار لمراقبة حركة بيانات ارتفاع الطائرات، وإلزامية معدات تفادي الاصطدام على الطائرات التجارية التي تعمل في المجال الجوي الهندي والتحكم في المجال الجوي فوق نيودلهي التي كانت سابقا تحت السيطرة الحصرية لسلاح الجو الهندي.

## قراءات أخرى
(بالعربية)
- أنس عبد الحميد القوز. - مواقف طيار. مكتبة العبيكان, 2000. - كتاب بواسطة طيار سعودي فيه جزء يناقش هذه الحادثة.

## الروابط الخارجية
- Final Report - Directorate General for Civil Aviation